# Lučelnica
Lučelnica – wieś w Chorwacji, w żupanii zagrzebskiej, w gminie Pisarovina. W 2011 roku liczyła 298 mieszkańców.